# Asz-Szamsijja
Asz-Szamsijja – wieś w Syrii, w muhafazie Al-Hasaka. W 2004 roku liczyła 354 mieszkańców.